# David de Gales
David de Gales (Caerfi, 500 - Tyddewi, 589) (en galés Dewi Sant), también conocido como David de Menevia, fue un obispo y abad galés del siglo VI. Es venerado como santo por las Iglesias Católica y Anglicana y fue declarado santo patrón de Gales. 

## Hagiografía

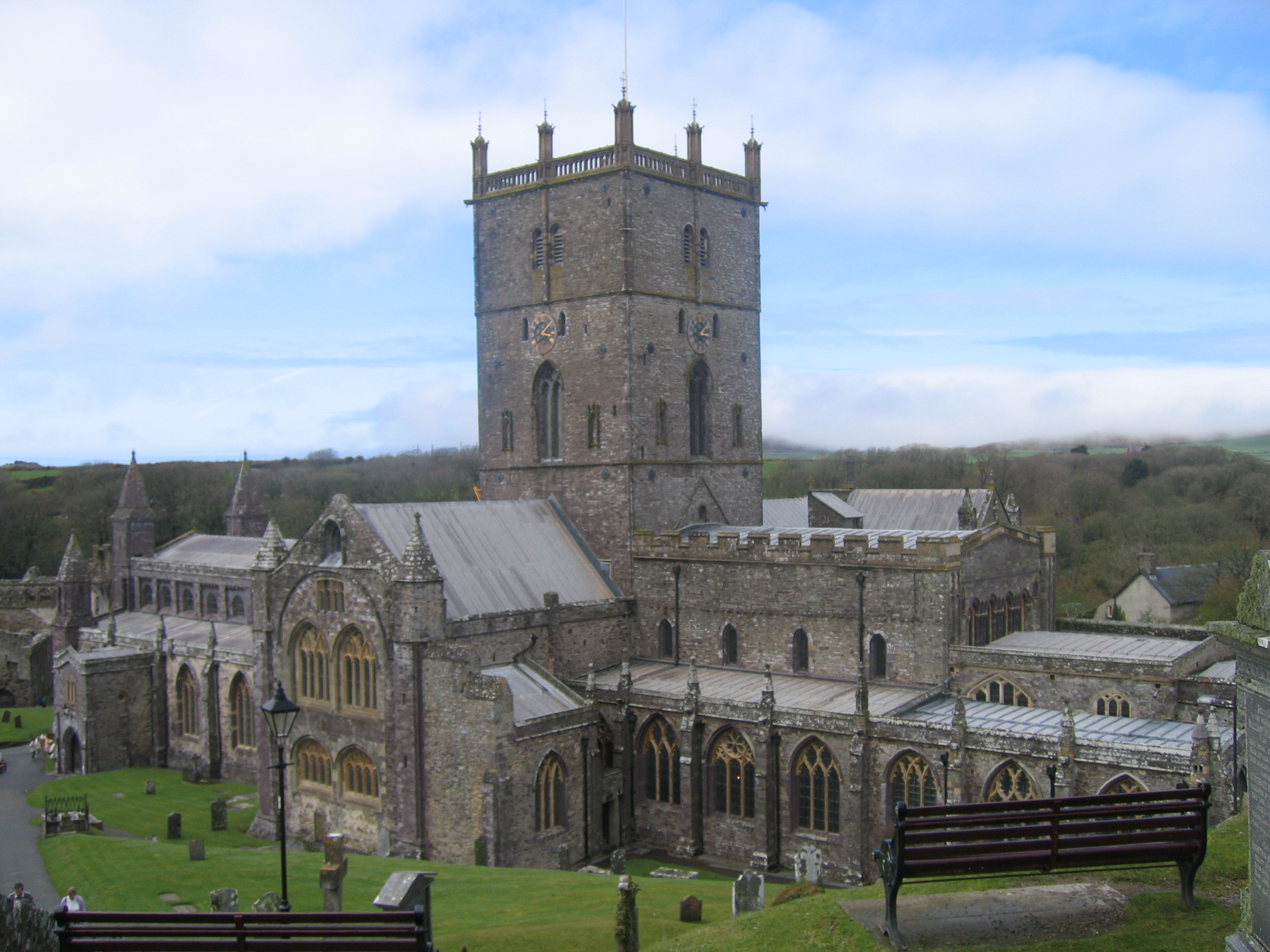
Catedral de San David, Saintt Davids, Gales.

Su nombre en galés era Dewi, aunque también existen las variantes Degui, Dewi Sant, Dewid, Dewm, Dewn o Dmui Se sabe relativamente bastante acerca de la vida David, lo que contrasta con lo que sucede con otros santos patrones, como San Jorge en Inglaterra. Sin embargo, su fecha de nacimiento se desconoce con seguridad, aunque se considera que debió nacer entre 462 y 512.

### Primeros años
Rhygyfarch, el autor de la historia de la vida de San David, escribió que David fue el hijo de sanctus rex ceredigionis, donde Sanctus se ha interpretado como un nombre propio y su poseedor honrado por los cristianos galeses como Sandde, Rey de Ceredigion. Sin embargo, la frase latina puede significar simplemente "santo rey de Ceredigion". El rey de Ceredigion durante la época del nacimiento de David sería Usai. Sandde sería su hermano, así que probablemente solamente sería rey de parte de Ceredigion. Eran hijos del Rey Ceredig, fundador de Ceredigion. El santo fue concebido con violencia, y su madre, la hija de Lord Cynyr de Caer Goch, le dio a luz durante una violenta tormenta. David fue educado en Whihtland en Carmanthenshire bajo las enseñanzas de San Pablo de Gales.

### Monasticismo
Alcanzó renombre como profesor y predicador, fundando monasterios e iglesias en Gales, Cornualles y Britania en un periodo en el que estas regiones estaban controladas por diferentes tribus (se unificarían en Inglaterra trescientos años más tarde) paganas. Peregrinó a Jerusalén (donde fue ordenado obispo) y a Roma. La Catedral de San David ahora se yergue sobre el lugar en el que fundó su monasterio, en el remoto valle de 'Glyn Rhosyn' en Pembrokeshire.
La regla monástica de David prescribía que los monjes tenían que tirar ellos mismos del arado sin usar animales; beber únicamente agua; comer únicamente pan con sal y hierbas y pasar las tardes rezando, leyendo y escribiendo. No se permitían posesiones personales: decir "mi libro" era una ofensa. Vivió una vida sencilla y practicó el ascetismo, enseñando a sus discípulos el vegetarianismo y la abstinencia de alcohol. Su símbolo, que es también el símbolo de Gales, es el puerro.
Su milagro más conocido se dice que tuvo lugar mientras predicaba a una muchedumbre. Cuando los situados al fondo se quejaron porque no podían verle ni oírle, el suelo bajo sus pies se alzó para formar una pequeña colina de forma que todos pudieran verle. Una paloma blanca se posó en su hombro - símbolo de la bendición divina. La villa en la que tuvo lugar se conoce hoy como Llanddewi Brefi. Una versión más mundana de la historia dice que simplemente recomendó al público que fueran a lo más alto de la colina. En las obras de arte, David se encuentra generalmente representado con una paloma en su hombro.

## Controversias con su muerte
Se dice que Dewi vivió más de 100 años, y murió un martes 1 de marzo (ahora San David). Se acepta generalmente que fue en 589. Se dice que el monasterio «se llenó de ángeles cuando Cristo recibió su alma». Sus últimas palabras a sus seguidores fueron durante un sermón el domingo anterior. Rhygyfarch transcribe estas palabras como Sé gozoso, y mantén tu fe y tu credo. Haz las pequeñas cosas que me has visto hacer y has oído que hago. Caminaré por el camino que nuestros padres han trazado antes de nosotros. Haz las pequeñas cosas ('Gwnewch y pethau bychain') es hoy en día una frase popular en Gales, y ha sido inspiración de muchos.
David fue enterrado en la Catedral de San David, donde su tumba fue un lugar popular de peregrinaje durante la Edad Media. A diferencia de muchos santos de Gales, David fue oficialmente reconocido por el Papa Calixto II en 1123.

## Onomástica y culto público

### Bandera de San David

La Bandera de San David.

La bandera que se usa para representar a San David, especialmente en las celebraciones del 1 de marzo, posee los colores amarillo y negro.
Estos provienen del color amarillo de la flor del puerro, planta que San David sugirió a los galeses que se pusieran en sus vestidos para diferenciarse de los anglosajones. Esta tradición se conserva actualmente, aunque haciéndose extensiva también el uso de la flor del narciso, también de color amarillo.

### Día de San David
El día de San David se celebra el 1 de marzo desde hace cientos de años y se considera el día nacional de Gales, si bien no es feriado oficial en el Reino Unido. Se realizan en todo el país oficios religiosos especiales, desfiles, festivales y eventos deportivos.
Es común en esta festividad que los galeses utilicen trajes tradicionales o, al menos, lleven narcisos (por el color amarillo de San David) prendidos en la ropa como símbolo de la nación. Los niños celebran en sus colegios participando del Eisteddfodau. Una de las competiciones típicas de esta fiesta consiste en encontrar el narciso más grande.

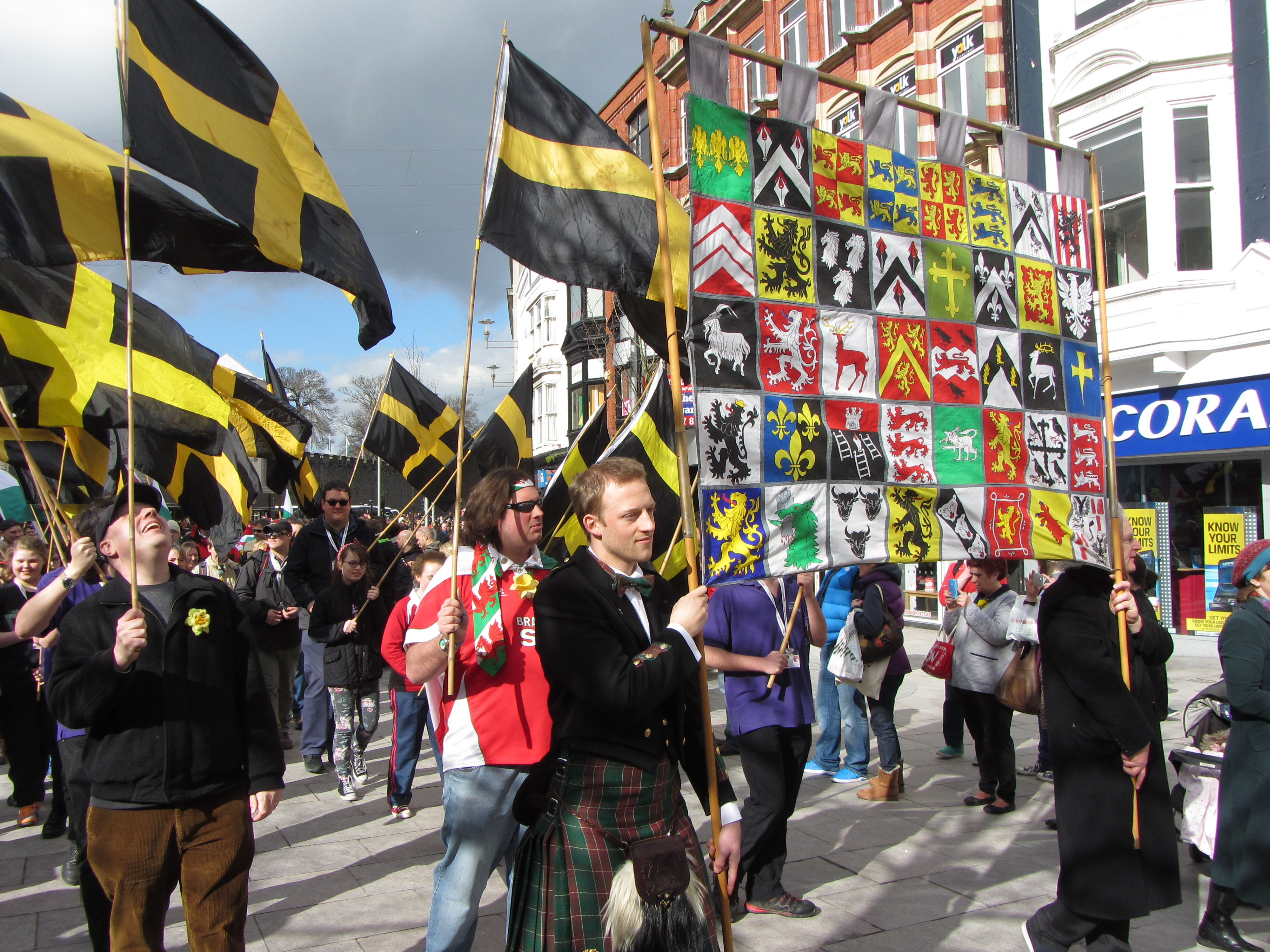
Desfile de San David, Cardiff.

### Representatividad
San David es uno de los elementos más característicos del país, ejemplo de ello lo encontramos en varias instituciones de Gales (o relacionadas con ella) que han tomado los colores aurinegros de San David como un fuerte valor de identidad.
Entre ellas destacan:
- El club de fútbol Cardiff City[7][8][9]
- El club de rugby St Davids RFC
- El club de rugby Crusaders Rugby League
- El club de fútbol chileno Coquimbo Unido[10]
- La Universidad de Gales, Lampeter
- La Universidad de Gales Trinidad de San David
- La Diócesis de San David
- La heráldica de la familia Pembroke
- El club de fútbol Deportivo Madryn